# Верхние Нарыкары
Верхние Нарыкары — деревня в России, находится в Октябрьском районе, Ханты-Мансийского автономного округа — Югры. Входит в состав Сельского поселения Перегрёбное.
Население на 1 января 2008 года составляло ? человек.
Почтовый индекс — 628103, код ОКАТО — 71121918002.

## Статистика населения
| Год  | Численность постоянного населения (среднегодовая) |
| ---- | ------------------------------------------------- |
| 2002 |                                                   |
| 2008 | ?                                                 |
| 2010 |                                                   |

## Климат
Климат резко континентальный, зима суровая, с сильными ветрами и метелями, продолжающаяся семь месяцев. Лето относительно тёплое, но быстротечное.